# Clube Desportivo Independente
O Clube Desportivo Independente é um clube de basquetebol de São José, Santa Catarina que disputa o Campeonato Catarinense de Basquete, competição organizada pela FCB.

## Arena
A equipe manda seus jogos no Ginásio Nedir Valdo Macedo que possui capacidade para 600 espectadores. 

## Desempenho por temporadas
| Temporada | Nível | Estadual    | Pos. | Pós Temporada     | TR  | PL | Nacional | Nacional |
| --------- | ----- | ----------- | ---- | ----------------- | --- | -- | -------- | -------- |
| 2016      | 1     | Catarinense | 7º   | Primeira Fase     | 6-4 | -  | –        | –        |
| 2017      | 1     | Catarinense | 2º   | Quartas de Finais |     |    |          |          |